# Skamri Sar
Der Skamri Sar ist ein 6763 m hoher Berg im Panmah Muztagh im Karakorum.

## Lage
Er ist der höchste Gipfel einer Bergkette, die zwischen Drenmanggletscher im Süden und Skamrigletscher im Norden verläuft. Der Berg befindet sich an der Grenze zwischen Pakistan und dem von der Volksrepublik China annektierten Shaksgam-Tal.

## Besteigungsgeschichte
Eine Besteigung des Skamri Sar fand 1979 durch eine japanische Expedition statt.
Tetsuo Nogami und Norio Fukuda erreichten am 20. Juni den Gipfel.